# Friedrich Giese (Musikwissenschaftler)
Friedrich Martin Otto Giese (* 7. April 1882 in Forst, Niederlausitz; † 28. Februar 1970 in Greifswald) war ein deutscher Musiklehrer, Dozent und Musikforscher in Stettin und Greifswald. Seine Quellensammlung zur Musikgeschichte Pommerns ist noch teilweise unerschlossen.

## Leben
Sein Vater Friedrich Giese war Lehrer in Forst. Nach der Volksschule und dem Gymnasium besuchte der junge Friedrich Giese das Lehrerpräparandum und das Lehrerseminar in Pyritz. Von 1903 bis 1904 war er Einjährig-Freiwilliger in Stettin. Danach war er als Lehrer in Woltin, Pasewalk und Forst tätig. Von 1914 bis 1919 war Friedrich Giese beim Militärdienst.
1920 absolvierte er eine Prüfung zum Gesangslehrer an der Akademie für Kirchen- und Schulmusik in Berlin und war seit 1921 Musiklehrer am Friedrich-Wilhelm-Gymnasium in Stettin. 1925 erhielt Giese die Qualifizierung zum Studienrat. Seit diesem Jahr forschte er intensiv in Archiven zur Musikgeschichte Pommerns. 1931 wurde er wegen politischer Meinungsverschiedenheiten aus dem Gymnasium entlassen und war fortan Musiklehrer an der Mittel- und dann der Volksschule in Stettin.
1943 ging er nach der Evakuierung nach Altentreptow, wo er ab 1945 Lehrer war. Friedrich Giese trat wieder der SPD bei und wurde damit 1946 Mitglied der SED.
1947 bekam er einen Lehrauftrag für Methodik des Musikunterrichts am Pädagogischen Institut der Universität Greifswald und war Fachlehrer für Musik.
Über sein weiteres Leben gibt es fast keine Informationen. Friedrich Giese starb 1970 in Greifswald.
Sein musikwissenschaftlicher Nachlass befindet sich im Archiv der St. Marienkirche in Stralsund.

## Publikationen (Auswahl)

### Monographien
- Pommersche Orgeln des 17. Jahrhunderts, Freimut & Selbst, Berlin 2011, aus dem Nachlass 1925 bis 1939

### Aufsätze
- Eine bisher unbekannte Gelegenheitskomposition des Petrus Laurentius Wockenfuß, in: Monatsblätter der Gesellschaft für Pommersche Geschichte und Alterthumskunde, Band 46, 1932, S. 162f.
- Quellensammlung zur Musikgeschichte Greifswalds, in: Greifswald-Stralsunder Jahrbuch, Band 6, 1966, S. 207–223.